# Cratyna distorta
Cratyna distorta är en tvåvingeart som beskrevs av Werner Mohrig 1999. Cratyna distorta ingår i släktet Cratyna och familjen sorgmyggor. Inga underarter finns listade i Catalogue of Life.